# Ярыгинский сельсовет (Загорский район)
Ярыгинский сельсовет — упразднённая административно-территориальная единица, существовавшая на территории Московской области до 1936 года.
Ярыгинский сельсовет был образован в первые годы советской власти. По данным 1918 года он входил в состав Озерецкой волости Дмитровского уезда Московской губернии.
В 1921 году Озерецкая волость была передана в Сергиевский уезд. По данным 1922 года Ярыгинского сельсовета в Озерецкой волости не было.
В 1924 году Васильевский и Тарбеевский с/с объединились и образовали Ярыгинский с/с.
В 1927 году из Ярыгинского с/с были выделены Васильевский и Тарбеевский с/с.
По данным 1926 года в состав сельсовета входили 4 населённых пункта — Ярыгино, Васильевское, Велюшки и Тарбеево, а также 2 хутора, лечебница и мельница.
В 1929 году Ярыгинский с/с был отнесён к Сергиевскому (с 1930 — Загорскому) району Московского округа Московской области. При этом к нему был присоединён Тарбеевский с/с.
5 апреля 1936 года Ярыгинский с/с был упразднён. При этом его территория в полном составе вошла в Васильевский с/с.